# Anton Felkel
Anton Felkel (ur. 26 kwietnia 1740 w Kamieńcu Ząbkowickim, zm. prawdopodobnie ok. 1800 w Lizbonie) – austriacki pijar, matematyk i pedagog, specjalizujący się badaniu liczb pierwszych.

## Życiorys
Anton Felkel urodził się w XVIII wieku i rozpoczął edukację w wieku siedmiu lat w szkole zakonnej pijarów w Białej Wodzie (niem. Weißwasser), gdzie nauczył się języka niemieckiego i łaciny. W 1765 roku powrócił na Śląsk, aby wstąpić do zakonu pijarów w Żaganiu, jednak zmienił decyzję i udał się do Rzymu, a następnie do Wiednia, gdzie studiował prawo i otrzymał stypendium
W 1767 roku rozpoczął pracę jako nauczyciel w szkole miejskiej  przy kościele św. Szczepana w Wiedniu. W 1768 roku odwiedził Żagań, by zapoznać się z metodami edukacyjnymi Felbigera, które to wdrożył po powrocie w sierocińcu założonym przez Ignaza Parhamera gdzie pracował. W 1771 roku został nauczycielem w nowo otwartej szkole powszechnej w Wiedniu, a w 1787 roku objął stanowisko dyrektora szkoły dla ubogich hrabiego Thuna w Czechach. W 1791 roku przeniósł się do Lizbony, aby kierować niemieckim instytutem edukacyjnym założonym przez portugalską królową.
W późniejszych latach Felkel kontynuował badania nad tablicami matematycznymi z liczbami pierwszymi oraz wynalazł kilka maszyn wspomagających obliczenia matematyczne, m.in. maszynę czytającą i mówiącą. W 1791 roku przeniósł się do Lizbony, gdzie objął stanowisko dyrektora szkoły Casa Pia i prowadził dalsze badania matematyczne we współpracy z portugalskim matematykiem Garção Stocklerem. 

## Praca zawodowa
W 1776 roku opublikował dzieło dotyczące tablicami matematycznymi z liczbami pierwszymi, które miało na celu uproszczenie obliczeń dla naukowców i inżynierów. Jego prace były częścią szerszych wysiłków na rzecz popularyzacji matematyki w Europie Środkowej.
Pomimo ambitnych założeń, jego tablice matematyczne spotkały się z krytyką ze względu na błędy drukarskie i skomplikowany układ, co ograniczyło ich użyteczność i wpłynęło na odbiór dzieła. W wyniku trudności finansowych i wojennych większość nakładu została zniszczona. Felkel jednak odegrał istotną rolę w historii matematyki praktycznej, przyczyniając się do rozwoju narzędzi wspomagających obliczenia naukowe. 
Felkel był również wynalazcą; stworzył m.in. maszynę do obliczania czynników liczbowych oraz różne urządzenia matematyczne i językowe . Jego dokładna data śmierci nie jest znana, ale przypuszczalnie zmarł około 1800 roku w Lizbonie.

## Publikacje
Jego najsłynniejszym dziełem są tablice matematyczne służące do obliczania liczb pierwszych:
- 1776: Tabela wszystkich prostych dzielników liczb niepodzielnych przez 2, 3, 5 od 1 do 10 000 000 . Wiedeń: 1776[4];
  - Część I zawierająca czynniki od 1 do 144000 (opublikowana także w języku łacińskim)
  - Tabula Factorum - Część II. Exhibens Factores Numerorum od 144001 Usque 336000
  - Tabula Factorum - część III. exhibens współczynniki numerorum od 336001 usque 408000
- 1780: Prawdziwa natura grzmotów: Zupełnie nowe odkrycie miłośnika historii naturalnej Wiedeń, v. Ghelen[5]
- 1781: Nowo odkryty sekret linii równoległych zawierający różne ważne uzupełnienia teorii proporcji i ciał Antona Felkela; wraz z trzydniowym wstępnym raportem na temat nowo odkrytych sztuczek mechanicznych itp. , Wiedeń, Ghelensche Buchhandlung